# Cryptocephalus saliceti
Cryptocephalus saliceti es una especie de insecto coleóptero de la familia Chrysomelidae.
Fue descrita científicamente en 1855 por Zebe.